# Sebastian Buff
Sebastian Buff (* 1. Februar 1829 in Wald, Kanton Appenzell Ausserrhoden, Schweiz; † 3. Mai 1880 in Herisau; heimatberechtigt in Wald) war ein Schweizer Maler und Zeichner, der hauptsächlich Porträts und Kopien anfertigte sowie Karikaturen, zahlreiche Zeichnungen, Aquarelle und Ölstudien mit Genreszenen, Interieurs und Stadtansichten.

## Leben
Sebastian Buff war der Sohn eines gleichnamigen Ratsherrn und Fabrikanten. Seine künstlerische Ausbildung begann er um 1845 bei Leonhard Tanner in St. Gallen, bevor er nach München zog. Dort studierte er dank einem Gönner von 1847 bis 1852 an der Kunstakademie sowie bei Johann Baptist Berdellé. Anschliessend war er 1853/54 in St. Gallen tätig und danach in Oberbayern (1855), in München (bis 1856) und im folgenden Jahr wieder in St. Gallen. Es folgten weitere Aufenthalte in Basel (1864 und 1867), Amsterdam (1862) und in Paris, wo er 1873 einige Aufträge für Porträts erhielt. 1857 war er in Dresden und freundete sich mit Ludwig Richter an, bevor er 1879 zum letzten Mal in München war.
Er beteiligt sich zwischen 1852 und 1877 regelmässig an Schweizer Kunstausstellungen. Buff war in erster Linie als tüchtiger Handwerker geschätzt. Sein künstlerisches Schaffen erschloss sich erst durch seinen Nachlass. Er entwickelte eine regelmässige Sammeltätigkeit von Werken anderer Maler. Er war Verfasser biographischer Skizzen der Maler Leonhard Tanner im Jahr 1875 und Gottlieb Bion (1877).

## Werke
Sein bekanntestes Werk bilden die Porträts der Landeshäupter, die er für die Ratssäle von Trogen und Herisau fertigte. Eine Vielzahl weiterer Werke findet sich in der Kunsthalle St. Gallen, wo 1983 auch eine Ausstellung zu seinen Ehren veranstaltet wurde.

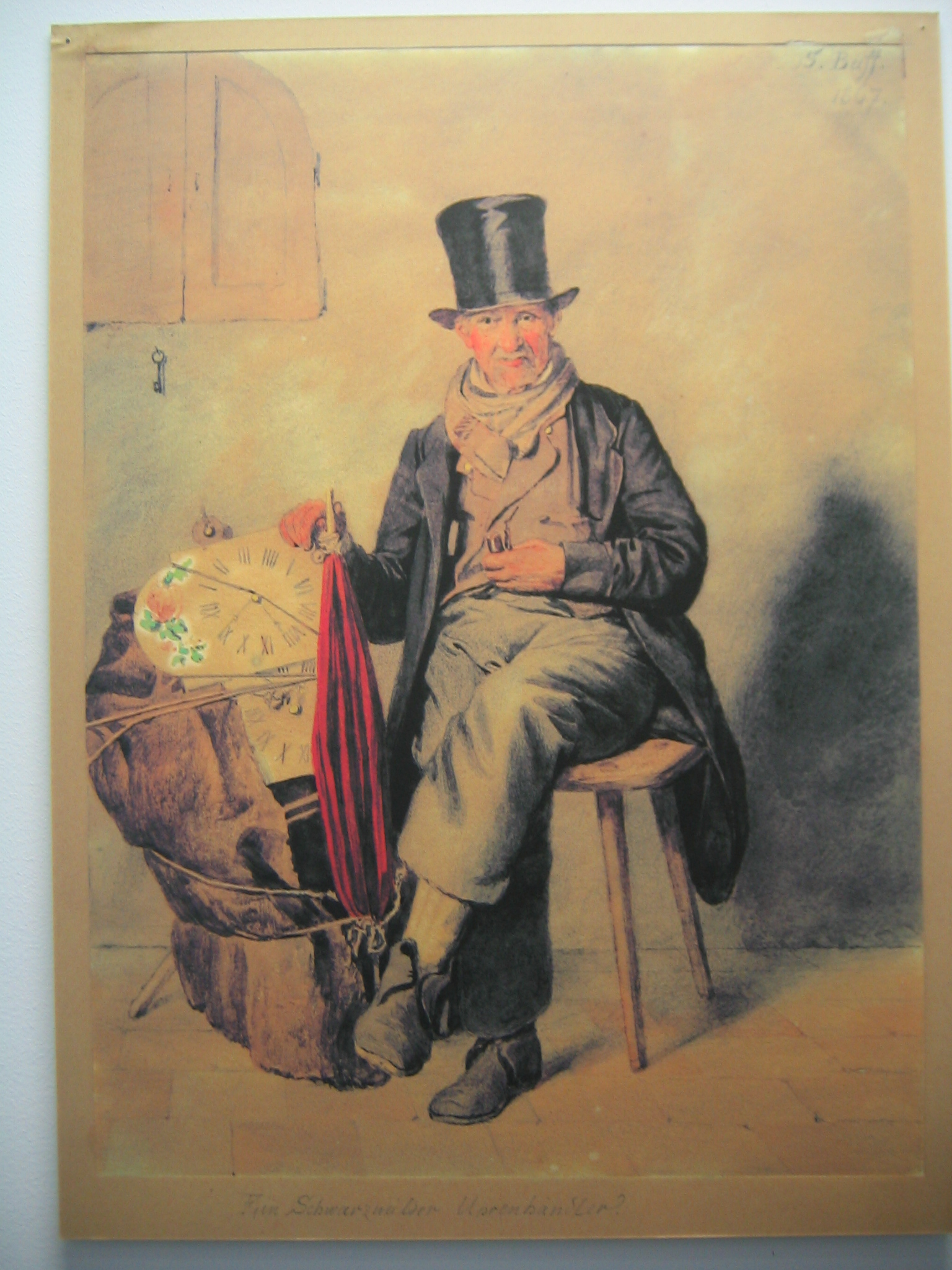
Ein Uhrenträger macht Pause, 1867
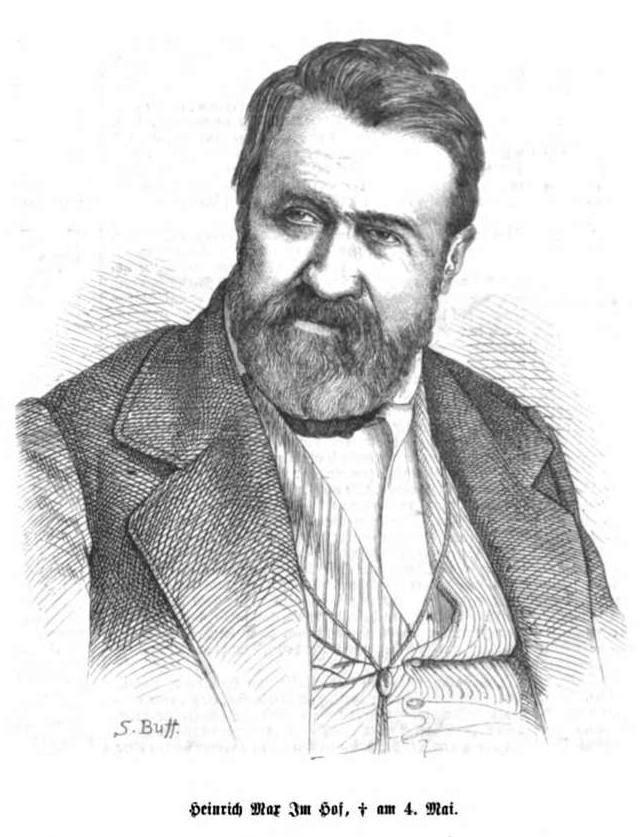
Der Schweizer Bildhauer Heinrich Max Imhof, 1869
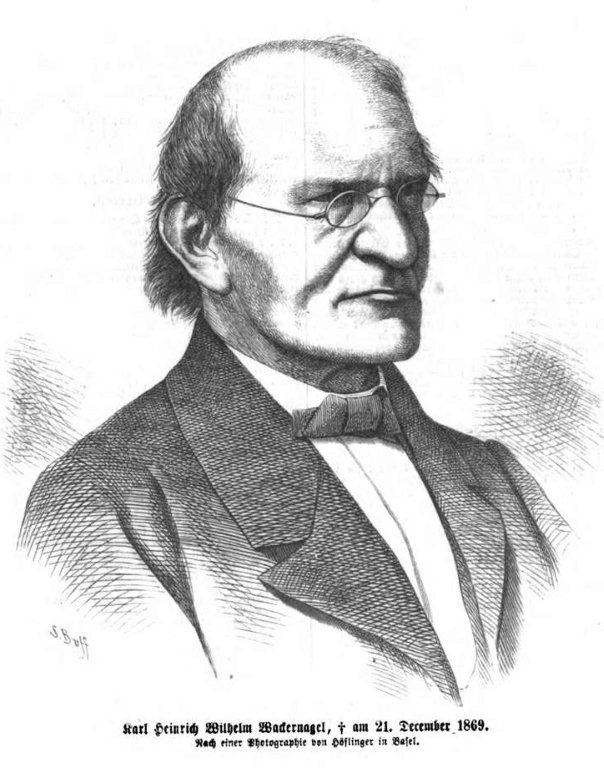
Der Basler Germanist Karl Heinrich Wilhelm Wackernagel
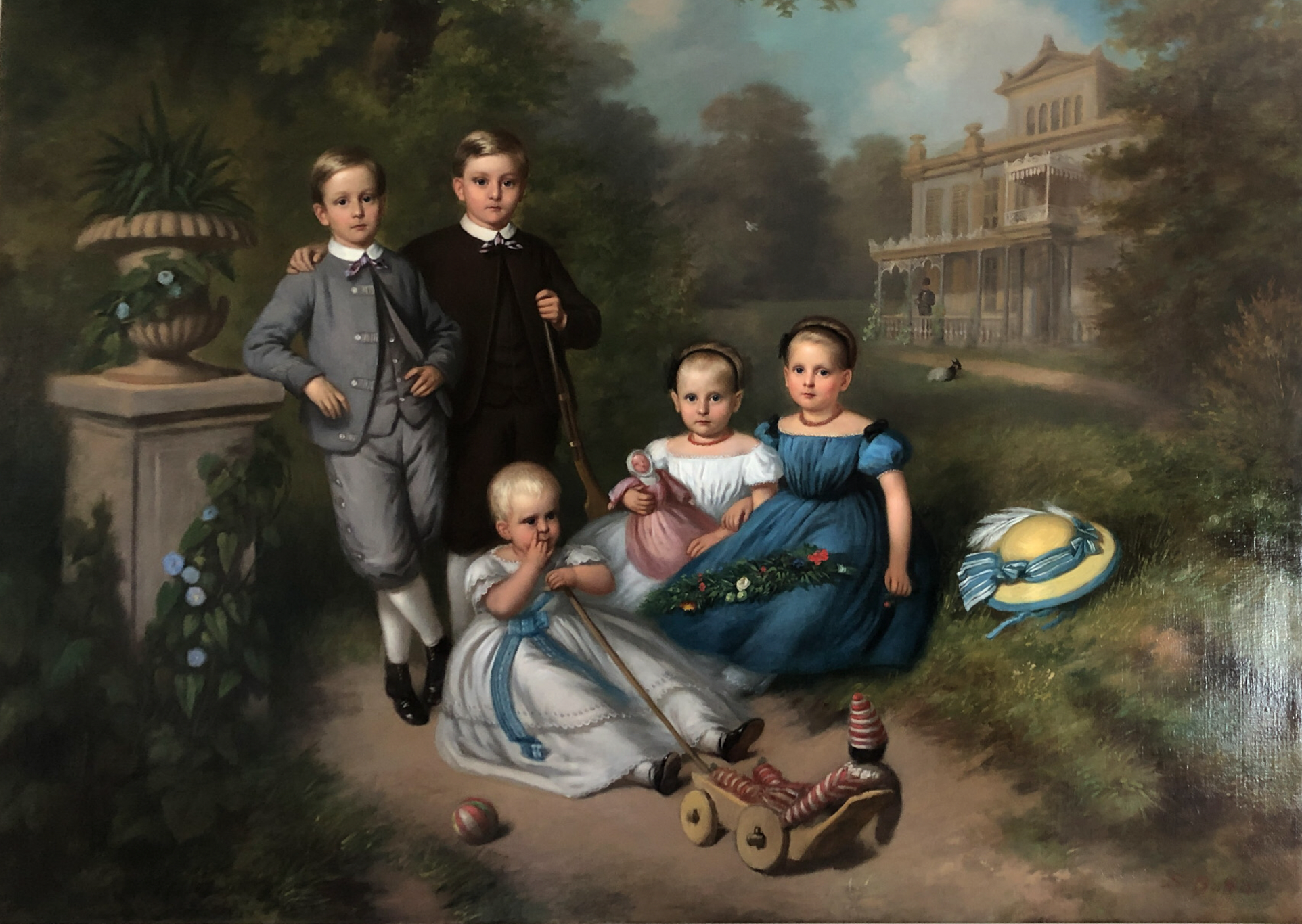
Fünf Kinder im Gut De Horst, Driebergen, Niederlande in 1861